# مديرية لودر

تعديل مصدري - تعديل

مديرية لودر إحدى مديريات محافظة أبين في اليمن. بلغ عدد سكانها 88155 نسمة عام 2004. مركزها مدينة لودر.

## التقسيم الإداري

### مدينة لودر
يوجد في المدينة حي واحد وهو حي با ذيب.

### العزل
تقسم المديرية إدارياً إلى عزلة واحدة وهي عزلة زارة.